# Antonio de la Cruz Estigarribia
Antonio de la Cruz Estigarribia (Yaguarón, 1813-1825 - Rio de Janeiro, 1870) foi um militar paraguaio, com participação destacada na Guerra do Paraguai e nas suas Campanha de Corrientes e Rio Grande do Sul.

## Biografia
Estigarribia entrou no serviço militar em 1853 e foi nomeado como Comandante de Cavalaria.

serviu como assistente de Francisco Solano López em 1859 durante a guerra entre Estado de Buenos Aires e Confederação Argentina (1852-1862), foi promovido como Tenente-Coronel por Solano López recebeu comando de uma divisão paraguaia com o começo da Guerra do Paraguai, mais tarde se tornaria um dos oficiais mais respeitados do Exército Paraguaio.